# Bojana Barović
Bojana Barović srpska je manekenka, glumica, model, tv ličnost, bivša pevačica i bivša članica grupe Models, a od 2016. godine je u braku sa pevačem Nikolom Rokvić sa kojim ima dvoje dece.

## Biografija
Bojana Barović je rođena je 22. juna 1983. godine u Novom Sadu gde je završila osnovnu. Rano detinjstvo je provela sa bratom i sestrom a već sa 16 godina preselila se u Beograd.

## Karijera
Bojana je modnu karijeru počela sa 16. godina, dok je muzičku karijeru počela sa 17. godina kada je ušla u poslednju postavku grupe Models kao zamena Sndre Meljičenko. U grupu je provela tri godine a nakon raspadaa grupe prekinula je da se bavi muzikom, tokom boravka u grupi izdala je album pod nazivom Kolo. Kasnije je se oprobala u novinarstvu bila je novinarka na tv Pinku ali ubrzo je i to prestala da radi. A ova lepotica se oprobala i u glumi kada je 2010 godine glumela u američkoj seriji „How to make it in America“  a posle i 2012. godine u američkom filmu Lost Bond Film with Chris Kattan. Bojana se trenutno bavi humanitarnim radom, modelingom i reklamiranjem raznih proizvoda na Instagramu kao štosu: garderoba, odeća, kreme, kozmetika.

## Diskografija (kao deogrupe Models)
Albumi:
- 2003. Kolo

Singlovi:
- Kasno je
- Sneg
- Horoskop
- Zamisli Želju
- Kolo
- Sanjam
- U Nazad Ja Živim
- More
- Želja